# Din Mohammad
Din Mohammad (c. años 1920-3 de julio de 2025) fue un luchador pakistaní que se convirtió en el primer pakistaní en ganar una medalla de oro en una competición internacional al ganar la categoría de peso mosca en los Juegos Asiáticos de 1954. También fue medallista de bronce en los Juegos del Imperio Británico y de la Mancomunidad de 1954.

## Biografía
Mohammad creció en la ciudad de Batapur, cerca de Lahore, provincia británica de Punyab, India Británica (actual Pakistán). Su familia era muy pobre y trabajaba en una fábrica local de Bata. Empezó a competir en lucha en eventos celebrados durante festivales locales. Tuvo éxito en eventos locales y un entrenador se fijó en él, quien lo puso a competir contra luchadores en Lahore.  Tras un buen desempeño allí, fue seleccionado para competir por Pakistán a nivel internacional.
Mohammad representó a Pakistán en los Juegos Asiáticos de 1954 en Manila, Filipinas. Participando en la categoría de peso mosca, derrotó a oponentes de India y Japón, incluyendo al reconocido peso mosca Yushu Kitano, camino a ganar la medalla de oro. Su medalla de oro fue la primera para Pakistán en un evento internacional, y el Daily Times la describió como un «momento clave para el país en el escenario internacional». Mohammad recordó posteriormente que en la ceremonia de entrega de medallas, los organizadores no tenían ni la bandera ni el himno nacional de Pakistán, por lo que dijeron que usarían la bandera y el himno de la India para su medalla de oro. Rechazó la idea y posteriormente recibió su medalla en la embajada.
Mohammad celebró su victoria con un paseo en elefante por las calles de Lahore, pero finalmente fue «abandonado a su suerte para volver a casa sin dinero». Las autoridades pakistaníes le ofrecieron medallas de oro por sus logros, pero en cambio pidió tierras, un acuerdo que se acordó pero que nunca se materializó. Mohammad también compitió en los Juegos del Imperio Británico y de la Mancomunidad de 1954 en Vancouver y ganó la medalla de bronce en su prueba. Compitió en varios otros eventos internacionales, ganando un torneo en Daca.
Mohammad finalmente dejó la lucha porque «nadie lo animó ni lo premió por su trayectoria». Vivía en la pobreza en su pueblo y les decía a sus hijos que no se convirtieran en luchadores, afirmando que «no quería que arruinaran su vida» en este deporte. Vivía en el anonimato, viviendo «en una casa de barro», hasta que una noticia en los medios en 2020 reavivó el interés en su carrera. Mohammad fue homenajeado por el gobierno de Punyab como parte del Muro de la Fama de la Junta Deportiva de Punyab y recibió un cheque de 100 000 rupias pakistaníes de manos del ministro de deportes, Rai Taimoor Khan. Murió de una larga enfermedad el 3 de julio de 2025. El ministro de deportes de Punyab, Faisal Ayub Khokhar, dijo que los «servicios de Mohammad a la nación y la lucha libre son inolvidables. Izó la bandera de Pakistán en escenarios internacionales y es un verdadero héroe nacional», mientras que el Director General de Deportes de Punjab, Khizar Afzal Chaudhry, dijo que «hizo que la nación se sintiera orgullosa y su contribución a los deportes pakistaníes siempre será recordada».